# ブハラ人民ソビエト共和国

ブハラ人民ソビエト共和国
Buxoro Xalq Sho‘rolar Jumhuriyati

国の標語: 万国の労働者よ、団結せよ!
ブハラ人民ソビエト共和国（1922年）

ブハラ人民ソビエト共和国（ブハラじんみんソビエトきょうわこく、ウズベク語: Buxoro Xalq Sho‘rolar Jumhuriyati）は、ブハラ・アミール国を滅ぼして樹立された人民共和国である。1924年9月19日に、ブハラ社会主義ソビエト共和国 (Бухоро Социалистик Совет Республикаси) に改称。同年中には解体され、その領域はソビエト連邦のウズベク・ソビエト社会主義共和国、トルクメン・ソビエト社会主義共和国に引き継がれた。

## ブハラ革命
ロシア軍の中央アジア征服により1868年にロシアの保護国となったブハラ・アミール国では、その後もアミールによる専制体制が維持された。これに対し、「ジャディード」と呼ばれた改革派のムスリム知識人は、「青年ブハラ人」を称して改革の必要性を訴えた。
十月革命の勃発後、青年ブハラ人勢力はアミール政権打倒のため、ボリシェヴィキに接近した。トルキスタン人民委員会議長コレソフ率いる赤軍部隊と青年ブハラ人勢力は、1918年3月にブハラに侵攻してアミール政権の転覆を図った。アミールはこの軍事クーデタを撃破し、青年ブハラ人勢力は、ロシア領への亡命を余儀なくされた。
1920年9月2日、青年ブハラ人勢力は赤軍と共に再度ブハラに侵攻し、アミールのアーリム・ハーンを追放、ブハラ人民ソビエト共和国を樹立した。

## 共和国の成立
ブハラ人民ソビエト共和国の首班には、青年ブハラ人のファイズッラ・ホジャエフが選出され、指導部であるナーズィル会議（人民委員会議）のメンバーも、外務担当ナーズィルのアブドゥラウフ・フィトラト、経済担当ナーズィルのアブドゥルカーディル・ムヒッディノフら青年ブハラ人の活動家で占められた。
ブハラ共和国は、1921年3月4日にロシアとの間に友好相互援助条約を締結し、主権国家として承認された。また、トルコやイランとの間にも独自に外交関係を樹立した。国内政策では、私有財産制と経済活動の自由を保障する一方、ワクフ財の国家管理を実施し、初等教育の整備等の財源とした。また、ドイツへの留学生の派遣事業を行うなど、自前の要員の育成に努めた。1921年9月には隣接するトルキスタン自治ソビエト社会主義共和国に倣った憲法が制定された。
一方で、自前の軍事力を持たないブハラ共和国は、アーリム・ハーンら旧政権勢力の抵抗運動（バスマチ運動）に晒され、その権力基盤は赤軍の軍事力に依存する脆弱なものだった。ブハラ共和国の指導部からも、オスマン・ホジャエフ（ブハラ共和国ソビエト中央執行委員会議長）、アリフォフ（国防担当人民委員）、クルムハメドフ（ブハラ共和国軍司令官）ら要人がバスマチ勢力側に寝返った。
ブハラ指導部もロシア共産党の影響下に置かれ、ヨシフ・スターリンを始めとするロシア共産党幹部からは、ブハラ指導部の民族主義的偏向性が批判された。1923年には、こうした批判を受けて、多くの青年ブハラ人活動家が政権から追放された。
同年3月の第1回経済代表者会議の決定により、トルキスタンでは経済的な統一が実行された。これにより、トルキスタン自治共和国、ブハラ人民ソビエト共和国、ホラズム人民ソビエト共和国から統一的な経済センターである中央アジア経済会議（ソビエト）が設置された。1924年のあいだに民族主義者とみなされた共産党員の大部分が更迭され、その中には幹部も含まれた。その後、第5回全ブハラ・ソビエト・クルルタイ（諸ソビエトの全国大会）は、1924年9月19日付けの決定でブハラ人民ソビエト共和国の改名を採択し、その名をブハラ社会主義ソビエト共和国とした。
国家運営は、ロシア共産党の影響下、ブハラ共産党によって行われた。国家元首に当たる人民委員会議第1議長は、人民ソビエト共和国時代から引き続き、ロシア共産党（ボリシェヴィキ）中央委員会中央アジア局のホジャエフが務めた。しかし、直後に実施された民族境界画定工作の結果、10月27日には規定された新たな民族区分に従い、トルキスタン自治共和国やホラズム社会主義ソビエト共和国（ホラズム人民ソビエト共和国から改称）とともに廃止され、ウズベク・ソビエト社会主義共和国（一部はそのうちのタジク自治ソビエト社会主義共和国）、トルクメン・ソビエト社会主義共和国へ再編された。